# 厲鶚
厲 鶚（れい がく、1692年6月16日（康熙31年5月2日） - 1752年10月17日（乾隆17年9月11日））は、中国清代中期の詩人。字は太鴻、号は樊榭（はんしゃ）。

## 略歴
- 1692年 - 浙江省杭州府銭塘県に生まれる。次男。生家は貧しく、また父親を幼くして亡くしたため、葉たばこ販売を生業にしていた兄（士泰）に育てられた。
- 1714年（22歳） - 汪捨亭の招聘を受けて、1718年まで汪家の子息2人の教師となる。同年、金農（書画家、1687年 - 1763年）と知り合う。その後1718年に長興へ、1720年に揚州へ共に遊ぶ。
- 1720年（28歳） - 郷試に及第。答案は、試験官の内閣学士・李紱が感嘆するほどの出来栄えであった。
- 1721年（29歳） - 会試を受験するも及第せず。
- 1725年（33歳） - 揚州に遊ぶ。その地で、塩商出身の富豪・馬日琯（ばえつかん）の知遇を得て、その後長期間にわたって奇遇。
- 1735年（43歳） - 呉興（浙江省北部）に遊び、当時17歳の朱満と知り合う。
- 1736年（44歳） - 浙江総督であった程元章（1732年着任 - 1734年離任）の推挙で博学鴻詞に臨むも不合格。
- 1737年（45歳） - 喘息を患う。
- 1740年（48歳） - 東城へ移住。足を患う。
- 1741年（49歳） - 初秋、朱満が病に倒れる。衣服などを入質して薬代を賄う。
- 1742年（50歳） - 正月3日、朱満が病死。悼亡詩十二首及び「初秋有感」（一室呼童浄掃除。。。）を作る。
- 1746年（54歳） - 馬日琯と『宋詩紀事』100巻を編集。宋詩作者3812家の作品を収録。
- 1750年（58歳） - 天津の蔵書家・査為仁（さいじん）と『絶妙好詞箋』を刊行（もと宋の周密が『絶妙好詞』として編集したものに箋注を施したもの）。
- 1752年（60歳） - 逝去。

## 日本への影響
日本への影響は少なく、文化・文政の梁川星巌（1789-1858）及び頼山陽（1781-1832）の二人に限られていると思われる。星巌は厲鶚詩集を愛読し、また山陽は、厲鶚の詩165首を収録した『浙西六家詩鈔』（道光七年（1827年）刊）に選評を付して、嘉永二年（1849年）に刊行している（「漢詩作詩講座」）。

## 日本語訳（読み下し）
- 「晝臥（ひるね）」―岩波文庫『中国名詩選 下』所収
- 「秋夜宿葛嶺涵青精舎二首」など23首[2]
- 『漢詩大系』第22巻（集英社／1967）
  - 「春寒」
  - 「悼亡姫十二首」の序、第一首、第十二首
  - 「焦山看月 分得聲字」
  - 「論詞絶句十二首」の第五首

## 生涯
生家が貧しかった事に加えて父親の早世で幼少期から苦労が絶えなかった。この貧困を救うはずであった科挙及第も最終段階で実らなかった。生活費を捻出するために蔵書を売り払ったり、愛姫・朱満の医療費を賄うために衣類を質に入れたりもしている。晩年、子供のない事に心を痛めた親近者の勧めで娶った妾も、ほどなく彼のもとを去った。その原因も厲鶚の貧困であった。
この貧しき詩人を経済的に支えたのが幼少期は実兄の士泰、青年期以降は馬日琯、査為仁、呉焯といった富豪であり、詩人・蔵書家でもあった人々である。彼らの支援がなければ、詩作を続けることは不可能であったにちがいない。

## 朱満
貧しいながらも生涯山河を詠い続けた厲鶚にとって、朱満との出会いと別れは忘れえぬ体験であったと思われる。朱満は烏程（現在の浙江省湖州市）出身。紹介の労を取ったのは、「悼亡姫十二首 序」に名前の見える沈幼牧で、朱満は彼の遠縁の従妹。出会いは雍正乙卯の中秋（1735年8月）、朱満17歳、厲鶚43歳の時である。彼女は針仕事のほかに筆硯を好み、厲鶚の教えを受けるや、唐詩200首を暗誦してみせた。
厲鶚が病身である事を気遣って慎ましやかに暮らしていた彼女は、乾隆辛酉（乾隆6年、1741年）秋に病に伏せると、翌年正月三日に息を引き取ってしまう。厲鶚の落胆は想像するに余りある。「悼亡姫十二首」とは、この朱満の詩を悼んで作られたものである（但し『浙西六家詩鈔』に収録されているのは12首中の10首のみで、第9首（何限傷心付阿灰。。。）及び第10首（除夕家筵已暗驚。。。）は収録されていない）。
なお朱満という名前は、「序」の書き出し部分「姫人朱氏、烏程人。。。」と、悼亡姫第4首の第3句「梵夾呼名翻満字」から確認できる。また、厲鶚は彼女に「月上」という字（あざな）を与えたが、これは維摩詰（居士）の娘の名前「月上」から取ったもの。
また、「初秋有感」の最終句「正是苕姫秋病初」に現れる「苕姫」は朱満を指しているが、これは彼女が「苕上故姫」と呼ばれていた事によると思われる。この「苕」とは、苕渓（苕水）のことで、その河岸にあった鮑氏の渓楼こそ1735年8月二人が結ばれた場所である。

## 詩の特徴
厲鶚は宋代に強い憧れを持ち、詩形式的には宋詩からの影響が強い。また、詩の大半は山河など自然をテーマにしたものである。

## 作品・集
- 《遼史拾遺》Text Project
- 《東城雑記》
- 《宋詩紀事》100巻
- 《南宋院画録》
- 《南宋雑事詩》
- 《絶妙好詞箋》7巻 絶妙好詞 Google Book
- 《樊榭山房集》 樊榭山房集 Google Book